# Sint-Bavokerk (Merkem)

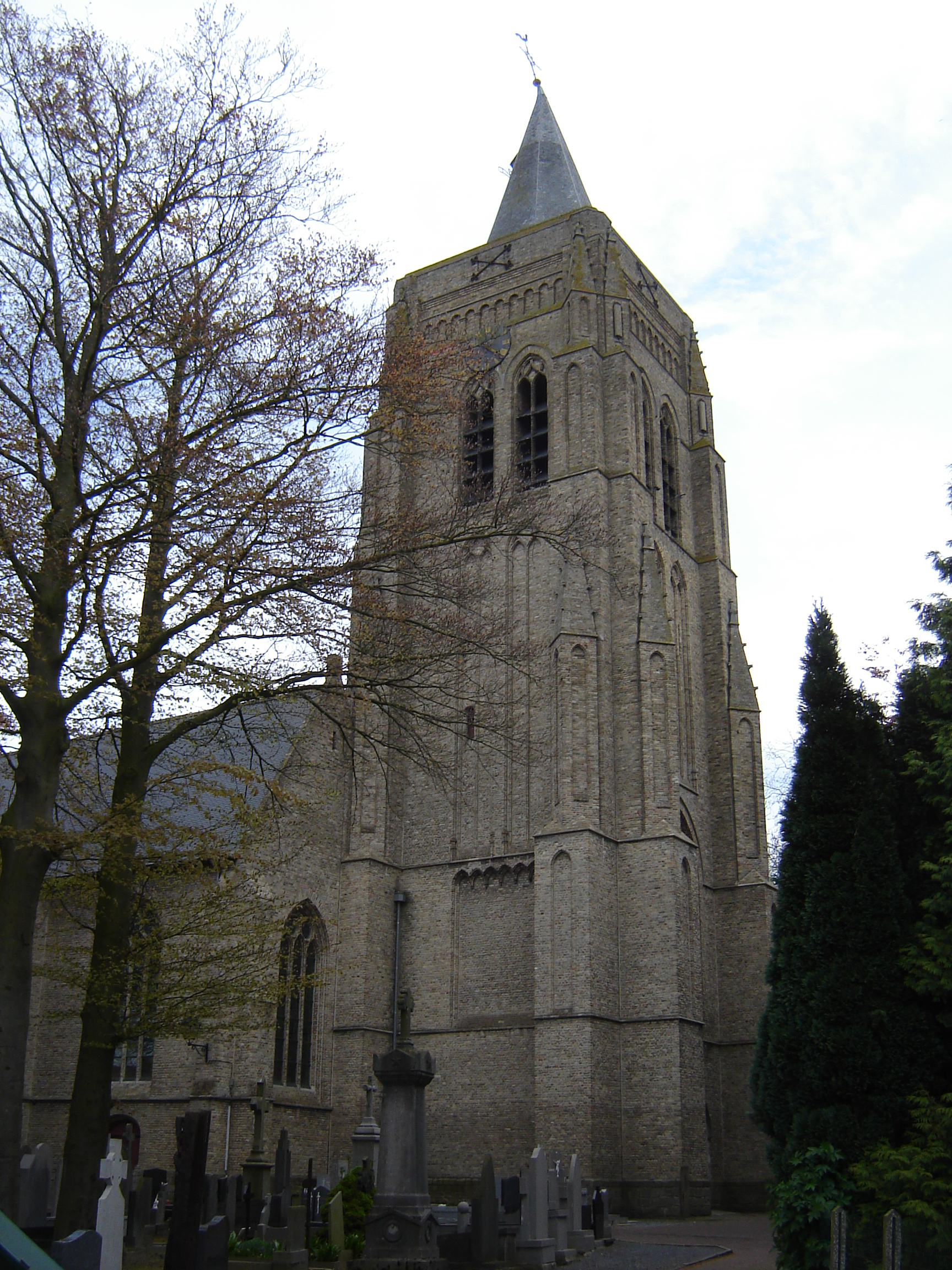
Sint-Bavokerk

De Sint-Bavokerk is de parochiekerk van de West-Vlaamse gemeente Merkem, gelegen aan de Westbroekstraat 3.

## Geschiedenis
De eerste bronnen aangaande een kerk in Merkem dateren mogelijk van 868. Wellicht is de kerk jonger. In 1107 ging het patronaatsrecht van de kerk over van de Abdij van Sint-Vaast te Atrecht naar de Abdij van Sint-Bertinus te Sint-Omaars.
In de jaren 1565-1566 werd de kerk geplunderd en in brand gestoken door de Geuzen, waarna ze als laatgotische hallenkerk werd herbouwd. Uiteindelijk ontstond een driebeukige hallenkerk met transept en voorgeplaatste westtoren. De kerk werd tijdens de Eerste Wereldoorlog, vooral in 1917, grotendeels vernield.
Van 1922-1925 werd de kerk herbouwd naar ontwerp van Amand Robert Janssens. Hierbij werden bakstenen van diverse oude kerken uit de omgeving hergebruikt. De kerk werd grotendeels gebouwd naar model van de oorspronkelijke kerk. In 1931 werd een orgel, vervaardigd door de firma Loncke, geplaatst.

## Gebouw
Het betreft een driebeukige hallenkerk met voorgeplaatste westtoren en pseudotransept. Het kerkmeubilair is neogotisch.